# .ly
.ly je internetová národní doména nejvyššího řádu pro Libyi. Doména je používána pro doménové hacky, např. bit.ly.

## Rezervované domény druhé úrovně
- .com.ly:
- .net.ly:
- .gov.ly:
- .plc.ly: státní instituce
- .edu.ly: vzdělávací subjekty
- .sch.ly: školy
- .med.ly: zdravotnické organizace
- .org.ly: neziskové organizace
- .id.ly: jednotlivci